# Furci Siculo
Furci Siculo es una localidad italiana de la provincia de Mesina, región de Sicilia, con 3.307 habitantes.

Ubicación de la ciudad de Furci Siculo dentro de la provincia de Mesina.

## Evolución demográfica
| Gráfica de evolución demográfica de Furci Siculo entre 1861 y 2001 |
|                                                                    |
| Fuente ISTAT - Elaboración gráfica por parte de Wikipedia          |